# Мария Валерия Австрийская
Эрцгерцогиня Мария Валерия Австрийская, полное имя Мария Валерия Матильда Амалия (нем. Marie Valerie Mathilde Amalie; 22 апреля 1868 — 6 сентября 1924) — дочь австрийского императора Франца Иосифа I и императрицы Елизаветы.

## Биография
Трое старших детей императрицы — рано умершая София Фридерика, Гизела и кронпринц Рудольф воспитывались матерью Франца Иосифа, Софией. К 1868 году Елизавете удалось освободиться из-под влияния свекрови и поэтому рождение ребёнка приобрело для неё особое значение. После того, как Австрия была преобразована в двуединую монархию — Австро-Венгрию (в чём не последнюю роль сыграла покровительствовавшая Венгрии Елизавета), императрица решила сделать венграм ещё один подарок: её ребёнок должен был родиться в Буде; было решено, что если родится мальчик, то его назовут Стефаном, в честь первого венгерского короля Иштвана (Стефана).
Мария Валерия сразу стала любимицей матери, которая называла её «единственная». Её прозвали «венгерским ребёнком». При дворе даже ходили слухи (необоснованные), по которым Мария Валерия была дочерью венгерского политика Дьюлы Андраши. Елизавета проводила много времени с дочерью в Венгрии и постоянно заставляла её говорить по-венгерски. Кроме того, юная эрцгерцогиня говорила по-английски, по-французски и по-итальянски. Сама она не любила Венгрию; для неё всегда было облегчением общаться с отцом, с которым можно было не говорить по-венгерски.
В 1886 году на балу Мария Валерия познакомилась со своим троюродным братом Францем Сальватором, которого полюбила. В 1890 году они смогли пожениться (брак был отложен из-за самоубийства брата невесты, Рудольфа). Сначала брак оказался достаточно успешным, хотя впоследствии Франц Сальватор вступил в связь с княгиней Стефанией Гогенлоэ, от которой имел сына. У Марии Валерии и Франца было десять детей; воспитательницей их долгое время была Эльза Келер.
В 1900 году эрцгерцогиня стала патронессой Красного Креста; она основывала госпитали и собирала значительные суммы на благотворительность; состояла также в семи других благотворительных организациях. Мария Валерия скончалась в 1924 году.
Мария Валерия вела дневник, который был опубликован частично только в 2000 году, но до этого часто цитировался по рукописи авторами биографий Елизаветы и кронпринца Рудольфа.
Имя Марии Валерии носит мост через Дунай, связывающий венгерский Эстергом со словацким Штурово.

## Дети
- Елизавета Франциска (1892—1930), в 1912 году вышла замуж за графа Георга фон Вальдбург цу Зейль Гогенемс (1878—1955), 4 детей;
- Франц Карл (1893—1918), детей не имел;
- Хуберт Сальватор (1894—1971), женился на принцессе Розмари Сальм-Сальм (1904—2001), 13 детей;
- Ядвига (1896—1970), вышла замуж за Бернарда, графа цу Штольбер-Штольберг (1881—1952), 9 детей;
- Теодор Сальватор (1899—1978), женился на Марии Терезе, графине фон Вальдбург цу Зейль Траучбург (1901—1967), 4 детей;
- Гертруда Мария (1900—1942), вышла замуж за Георга, графа фон Вальдбург цу Зейль Траучбург (1878—1955), 2 детей;
- Мария Елизавета (1901—1936), детей не имела;
- Клемент Сальватор (1904—1974), женился на Елизавете, графине Рессегур де Миремонт (1906—2000), 9 детей;
- Матильда Мария (1906—1991), вышла замуж за Эрнста Хефела (1888—1974), детей не имела;
- Агнесса (1911), скончалась в детстве.